# Aristida glaziovii
Aristida glaziovii är en gräsart som beskrevs av Eduard Hackel och Johannes Jan Theodoor Henrard. Aristida glaziovii ingår i släktet Aristida och familjen gräs. Inga underarter finns listade i Catalogue of Life.